# Obermoschel
Obermoschel là một thị trấn ở huyện Donnersbergkreis, trong bang Rheinland-Pfalz, phía tây nước Đức. Đô thị Obermoschel có diện tích 10,15 km², dân số thời điểm ngày 31 tháng 12 năm 2006 là 1154 người. Đô thị này thuộc Verbandsgemeinde ("đô thị tập thể") Alsenz-Obermoschel. Obermoschel toạ lạc 15 km về phía tây nam của Bad Kreuznach.